# 핀 콜
핀 콜(영어: Finn Cole, 1995년 11월 9일 ~ )은 잉글랜드의 배우이다.